# Гутуевский мост
Гуту́евский мост — автодорожный железобетонный балочный мост через Екатерингофку в Санкт-Петербурге, соединяет правый берег реки с Гутуевским островом.
Первый деревянный плашкоутный мост был построен примерно в 1828 году. В 1852—1853 году перестроен в деревянный разводной многопролётный мост, который неоднократно перестраивался и ремонтировался. Существующий неразводной мост построен в 1977—1979 годах. По своей конструкции аналогичен мостам Шаумяна, Энергетиков и Большому Ижорскому мосту.

## Расположение
Расположен в Адмиралтейском/Кировском районе, в створе чётной (южной) стороны набережной Обводного канала, соединяя её с Двинской улицей. Рядом с мостом расположена Богоявленская церковь (архитектор В. А. Косяков, 1891—1899). Ближайшая станция метрополитена — «Нарвская». Выше по течению находится Резвый мост, ниже — Екатерингофский мост.

## Название
Наплавной мост, построенный в 1828 году, был безымянным. Построенный в 1830 году постоянный мост получил название Сельдяной, так как вёл к Сельдяному буяну, располагавшемуся на Гутуевском острове. Существующее название известно с 1836 года и дано по наименованию Гутуевского острова. 
Название «Сельдяной» в народе закрепилось за другим мостом — по набережной реки Екатерингофки над Сельдяным каналом, официально же этот мост был безымянным. Название «Сельдяной» мосту официально было присвоено лишь 20 июля 2010 года, но уже 2011 году при реконструкции набережной мост был разобран, а остатки канала заключены в трубу и засыпаны.

## История

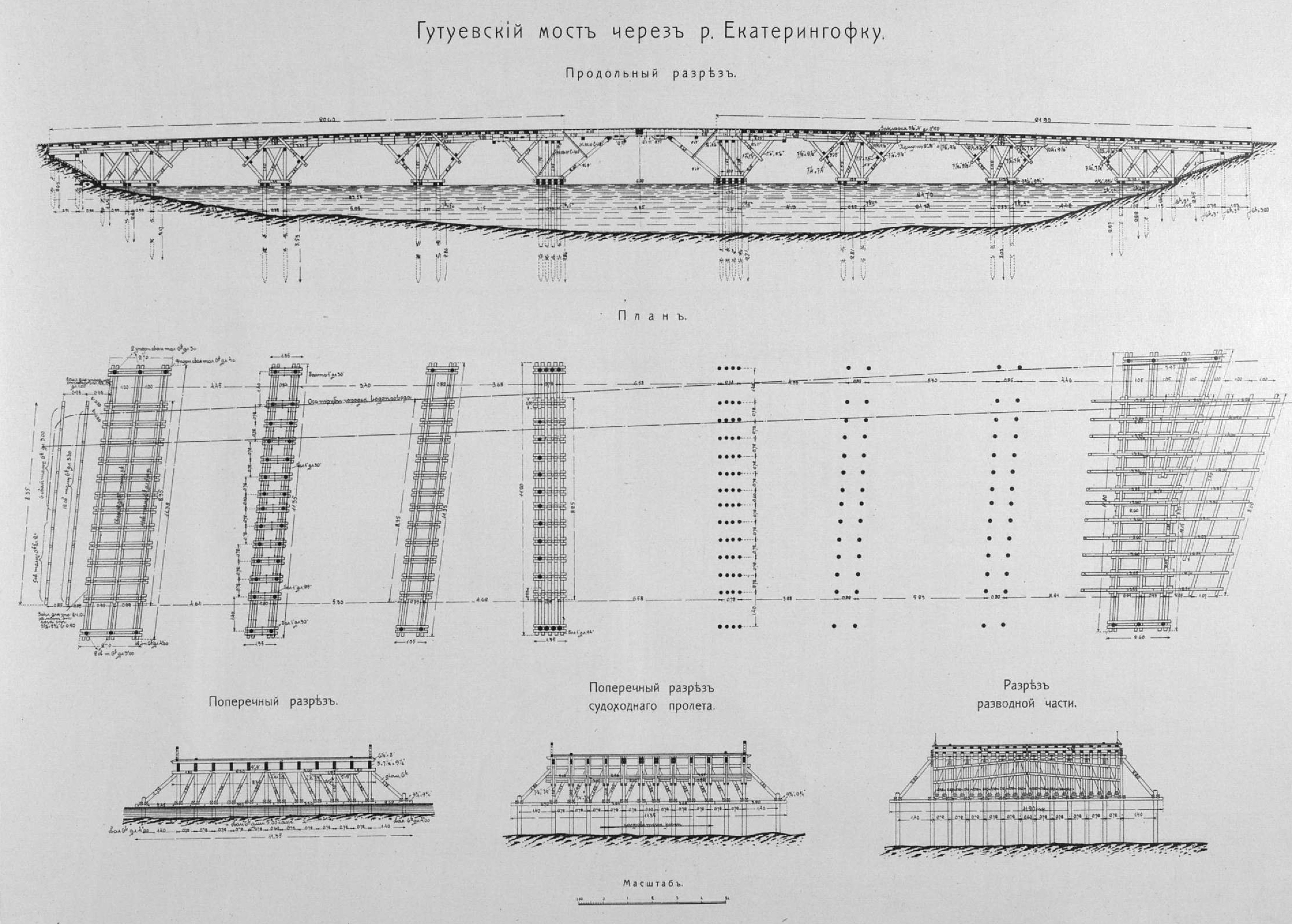
Чертёж Гутуевского моста после реконструкции 1907—1908 годов

Первый мост на месте современного Гутуевского моста появляется примерно в 1828 году. Это был плашкоутный мост, связавший территорию развивающегося Гутуевского острова с остальной частью города. В 1852—1853 годах вместо наплавного моста по проекту инженеров А. Д. Готмана и А. И. Мальте сооружён постоянный мост. Это был деревянный разводной семипролётный мост ригельно-подкосной системы с разводным двукрылым пролётным строением. Опоры моста были выполнены из чугуна. Мост ремонтировался в 1868, 1877, 1888, 1901 годах. 
К началу XX века мост был пятипролётным деревянным подкосной системы со средним разводным пролётом. Длина моста по настилу была 96 м, ширина моста на постоянной части между перилами была 10,7 м (два тротуара по 1,6 м каждый и 7,5 м ширина проезжей части), ширина моста на подъемной части между перилами была 7,5 м и без тротуаров:264. В 1900 году журнал «Неделя строителя» писал: «…подмостовье Гутуевского моста представляет форменную клоаку, несмотря на близость прекрасного храма…». 
В 1907—1908 годах мост был реконструирован по проекту инженера Анджея Пшеницкого:266—267. Новый Гутуевский деревянный мост стал семипролётным подкосной системы со средним разводным пролётом. Конструкция моста позволяла в будущем открыть по нему трамвайное движение. Длина моста по настилу была 103,6 м, ширина между перилами — 16,7 м:265. Контрагентом по постройке моста был инженер С. С. Линда. Производителем работ на мосту был инженер путей сообщения С. И. Комаров:267.
В 1925 году выполнен очередной капитальный ремонт моста. К 1941 году деревянные конструкции пролётов сгнили и мост был закрыт для движения. В июне 1941 выполнено усиление моста, в разводном пролёте деревянные балки заменены металлическими сварными двутавровыми (впервые в Ленинграде). Во время блокады мост получил трёхкратное разрушение артиллерийскими снарядами. Капитальный ремонт был проведен силами отдельного Ленинградского дорожно-мостового восстановительного батальона МПВО.
В 1949 году по проекту инженера «Ленмосттреста» В. В. Блажевича мост перестроен в девятипролётный с разводным пролётом в середине моста. Работы выполнял трест «Ленмостострой». Пролётные строения заменены на металлические. Опоры разводного пролета были обустроены металлическими рамами. Разводка производилась с помощью электропривода. В 1967 году по мосту были проложены трамвайные пути:35.
К середине 1970-х годов Гутуевский мост пришёл в аварийное состояние, было принято решение о его реконструкции. Реконструкция моста велась в 1977—1979 годах по проекту инженеров института «Ленгипротрансмост» А. С. Евдонина, И. П. Ладышкина и архитектора Ю. И. Синицы. Работы выполнило СУ-3 треста «Ленмостострой» под руководством главного инженера Л. Б. Гаврилова и старшего производителя работ В. Н. Степанова.
В апреле 2003 года по распоряжению городского Комитета по транспорту было прекращено трамвайное движение по мосту и прилегающим улицам, трамвайные пути были демонтированы:53.

## Конструкция
Мост трёхпролётный железобетонный, балочно-неразрезной системы. По своей конструкции аналогичен мостам Шаумяна, Энергетиков и Большому Ижорскому мосту. Пролётное строение состоит из 14 железобетонных ребристых балок с криволинейным очертанием нижнего пояса. Над опорами балки объединены поперечными диафрагмами. Устои и промежуточные опоры железобетонные на свайном основании, облицованы гранитом. Длина моста составляет 95,7 м, ширина — 28,2 м.
Мост предназначен для движения автотранспорта и пешеходов. Проезжая часть моста включает в себя 4 полосы для движения автотранспорта. Покрытие проезжей части и тротуаров — асфальтобетон. Тротуары устроены в повышенном уровне, отделены от проезжей части гранитным парапетом. Перильное ограждение — сварные металлические решётки с чугунными вставками простого рисунка, завершаются на устоях гранитными парапетами.